# Torre de Dornes

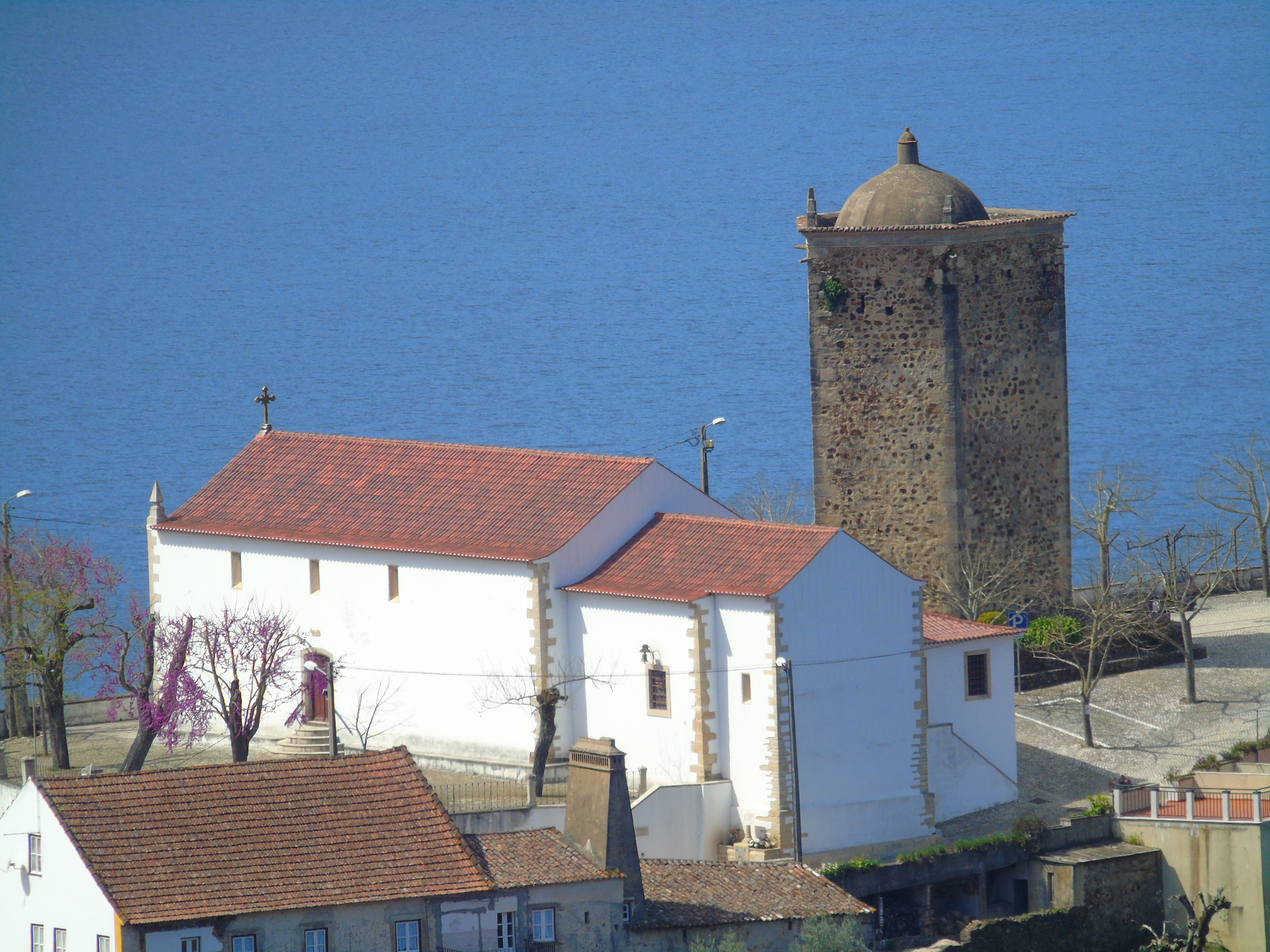
Torre Sineira de Dornes

A Torre de Dornes localiza-se em Dornes, na atual freguesia de Nossa Senhora do Pranto, no Município de Ferreira do Zêzere, no Distrito de Santarém, em Portugal.
Encontra-se classificada como Imóvel de Interesse Público desde 1943.

## História
Teria sido edificada sobre antiga torre romana atribuída a Sertório, general romano de c. 72 a.C..
À época da Reconquista cristã da Península Ibérica, foi doada à Ordem dos Templários.

## Características
Consiste numa torre de planta pentagonal em cantaria de pedra.
"A torre templária de Dornes surpreende pela invulgaridade da forma, as suas cinco faces tornam-na um exemplar raríssimo da arquitectura militar dos tempos da Reconquista. Edificada por Gualdim Pais para defesa da linha do Tejo, foi construída sobre a base de antiga torre romana, garante da
segurança para a exploração do ouro que aquele povo fazia no Zêzere.
Do xisto rude destacam-se os cunhais calcários, onde ainda se podem descobrir as marcas dos canteiros medievais. Também de calcário é a verga da porta, aproveitamento de uma estela funerária, provavelmente visigótica, decorada com símbolos guerreiros (lanças, espadas e escudos). No interior da torre encontram-se, intactas, várias estelas funerárias templárias, lembrando eras em que estes cavaleiros defendiam o território das investidas muçulmanas e procuravam sepulcro junto das casas de Deus.
As gárgulas dispostas nos cunhais sob o remate deverão ser também desta época. Tem acesso sobrelevado, virado ao topo do esporão e ao rio, por porta de verga reta, reaproveitando estela funenária, decorada com lança, dardo e escudos relevados, sobre importas, sendo atualmente acedido por escada adossada em L, mas que primeiramente teria apenas um lanço.
As fachadas não possuem qualquer tido de fenestração, abrindo-se apenas no topo de duas das faces, viradas a poente, três ventanas em arco de volta perfeita, com sinos e o portal de entrada situa-se no lado norte da torre, com moldura rectangular, no intradorso da qual foram esculpidos dois escudos, um dardo e uma lança.
No interior da torre ainda se conservam algumas estelas funerárias templárias, e o espaço possui uma abóbada de tijolo com uma inscrição, reaproveitando materiais antigos, sobre trompas de ângulo, de possível feitura quinhentista.
Com tempos mais pacíficos e perdida a função guerreira, a torre ficou sineira no século XVI, função que ainda hoje conserva.À sua sombra nasceu a igreja, fundada ainda no século XII e que desde o tempo da rainha Santa Isabel se encontra associada à lenda e culto da Senhora do Pranto.

## Igreja Paroquial de Dornes
Apesar da sua antiquíssima fundação é D. Gonçalo de Sousa, homem de confiança do Infante D. Henrique e comendador da Ordem nestas terras, que dá a feição à actual igreja. Disso nos dá conta a lápide gótica à entrada do templo. No interior somos surpreendidos por um órgão de tubos em excelente estado de conservação e utilizado frequentemente nos concertos que aproveitam a estupenda acústica. A igreja está revestida de bons azulejos do século XVI (altar-mor) e XVII (nave), cenário ideal para apreciar um excelente conjunto de arte sacra quinhentista, de que se destaca uma notável imagem de Santa Catarina.
Mas em Dornes, todas as atenções vão para a Senhora do Pranto que, naturalmente, faz as honras da casa presidindo ao altar-mor. Desde a Idade Média, tempo de fomes, peste e guerra, que lhe é prestado culto por toda a região e remontam a essa época as peregrinações que ainda hoje se mantêm vivas, os Círios, tendo o 15 de Agosto como ponto alto. A Pietá não é a mesma que no século XIII, segun do a lenda, foi encontrada entre matos por indicação da Rainha Santa. Esta é obra de artífice seiscentista e que denota alguma rigidez no tratamento da pedra, mas nem por isso menos venerada pela religio sidade popular.
Digno de registo é o púlpito renascentista, datado de 1544, formado por cinco fiadas de rosetas tendo por centro a Cruz de Cristo. Apetece libertar a imaginação e pensar que a pedra nos fala do milagre das rosas, prodígio da Rainha que sabia onde encontrar a imagem da Senhora do Pranto. Ou desse outro milagre, operado pelo rei seu marido, quando transformou a cruz do Templo na de Cristo e nestas terras fez crescer o último reduto templário."  